# Lampris zatima
Lampris zatima es la especie más antigua del género Lampris. Vivió durante época del Mioceno. Se sabe poco de esta especie y solo se conocen algunas partes del cuerpo como la columna vertebral y otros especímenes sin cabeza.